# Veitskapelle (Stuttgart)

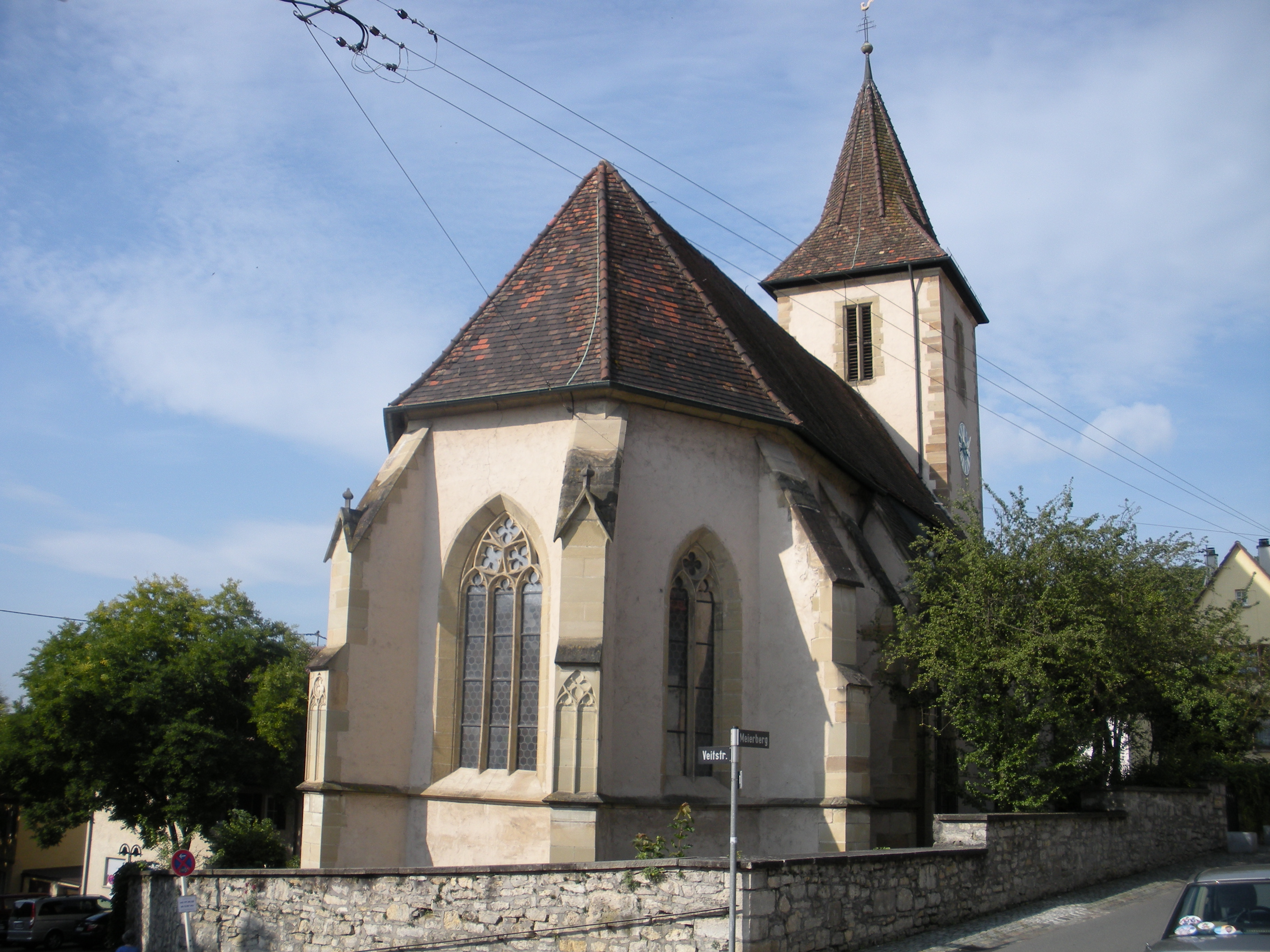
Die Veitskapelle von der oberen Veitstraße aus gesehen

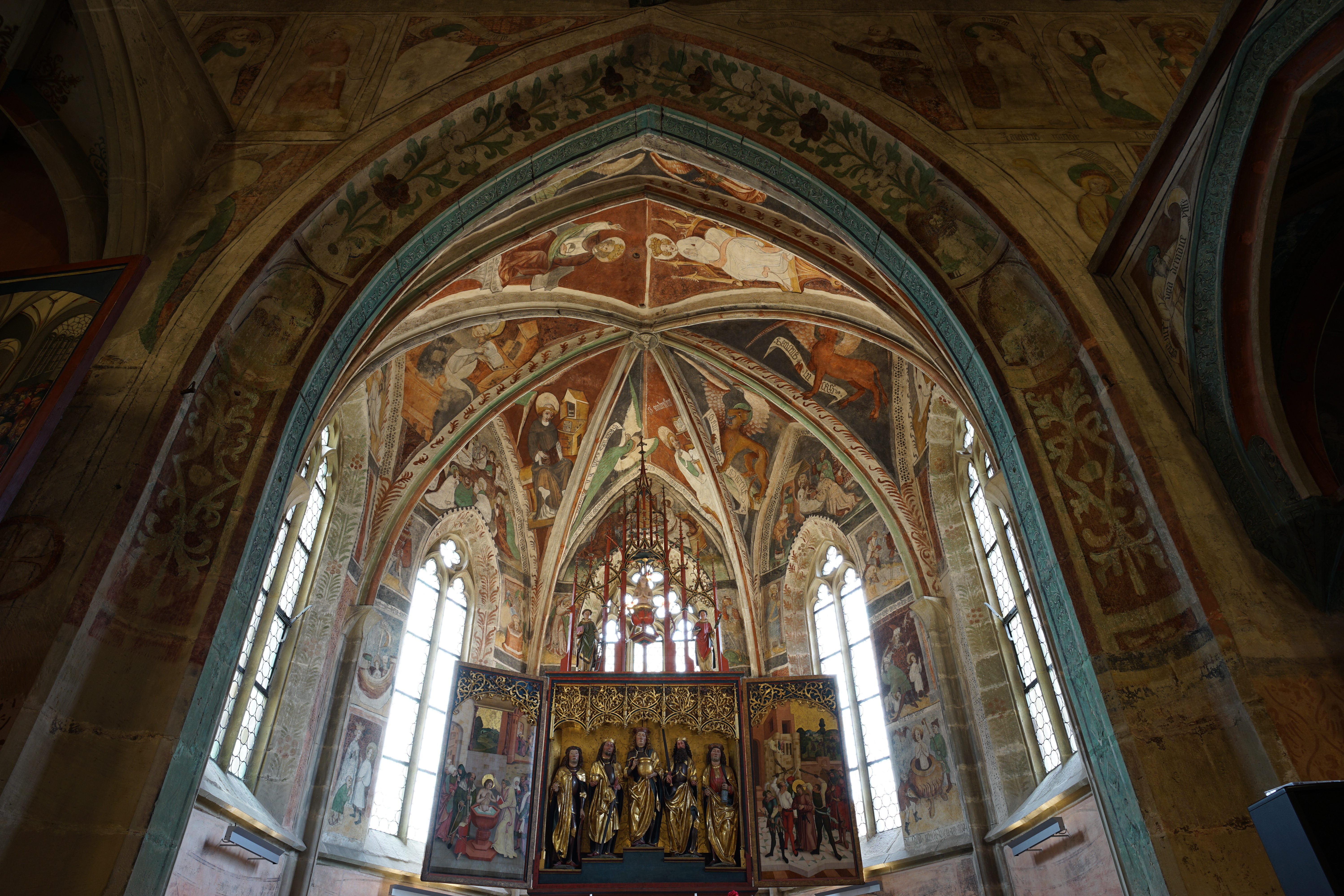
Der Chorraum mit dem Hochaltar

Die Veitskapelle ist eine evangelische, im spätgotischen Stil erbaute Kirche im Stuttgarter Stadtbezirk Mühlhausen am Neckar. Kunsthistorisch bedeutend sind die aus der Zeit um 1400 stammenden, außergewöhnlich gut erhaltenen Wand- und Gewölbemalereien und die mittelalterlichen Altäre der Veitskapelle, die den weitgehend originalen Eindruck einer Kirche des späten Mittelalters vermitteln.

## Geschichte

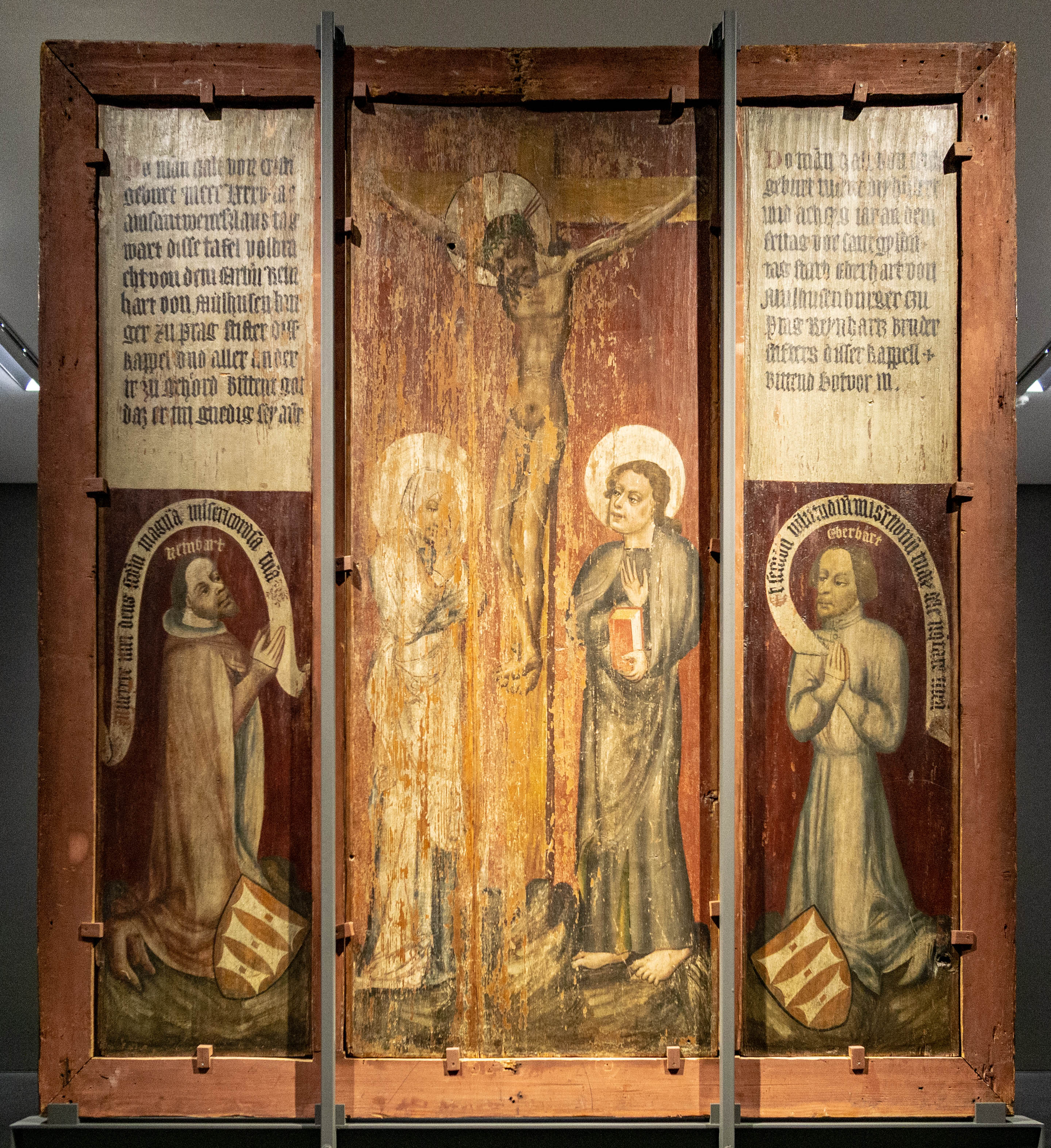
Die Stifter Reinhart und Eberhart (im Totenhemd) von Mühlhausen auf dem Prager Altar

Die Veitskapelle wurde 1380 von dem aus dem örtlichen Adel stammenden Reinhart von Mühlhausen und seinem Bruder Eberhart gestiftet, unter der Voraussetzung, dass jeden Tag eine Seelenmesse zunächst für den schon vor Fertigstellung des Baus 1384 verstorbenen Eberhart und nach seinem Tod auch für Reinhart gehalten würde. Reinhart und Eberhart von Mühlhausen lebten im Dienst des Württemberger Grafen am Hofe von Kaiser Karl IV., wo sie hohe Ämter innehatten, und hatten das Bürgerrecht in Prag erworben. Mit dem Bau der  Kapelle beauftragten sie Meister der Bauhütte des Prager Veitsdoms. Wie in Prag so wurde auch hier der heilige Vitus als Patron der Kapelle gewählt. Die Grundsteinlegung fand am 21. Mai 1380, dem Montag vor dem Tag des Heiligen Urban, statt, wie ein Gedenkstein am Nordportal mitteilt. 1385 war der Bau vollendet. Nicht lange danach wurden mit der Ausmalung begonnen. Die Kapelle befindet sich nur wenige Meter von der ehemaligen Burgkapelle der Heidenburg entfernt, die seit spätestens 1275 als Pfarrkirche dienenden Walpurgiskirche.
Mühlhausen wurde im 15. Jahrhundert von der Grafschaft Württemberg an die Herren von Neuhausen verkauft, von denen es 1461 an die Herren von Kaltental überging, deren Denkmäler in der Veitskapelle zu finden sind. Mühlhausen wurde ein ritterschaftliches Dorf, das über verschiedene Familien 1728 an die Herren von Palm gelangte und erst 1806 wieder mit dem württembergischen Staatsgebiet vereinigt wurde. Diesem besonderen Umstand ist es zuzuschreiben, dass die Veitskapelle mit ihrer Ausstattung trotz der Reformation, die hier nicht mit der bilderfeindlichen Strenge wie in Württemberg durchgeführt wurde, erhalten blieb.
Auch nach der Einführung der Reformation in Mühlhausen am Neckar durch Engelbolt von Kaltental um 1567 fand bis in das Jahr 1783 im Sinne des Stifters ein täglicher Gottesdienst statt, der erst völlig eingestellt wurde, nachdem 1813 die Kapelle durchziehenden russischen Soldaten als Magazin gedient hatte. Danach wurde sie als Wirtschaftsgebäude genutzt und drohte zu zerfallen, wurde dann aber durch die Freiherren von Palm, die bis 1927 das Patronat innehatten, aus Anlass des 500-jährigen Jubiläums ihrer Stiftung 1874–1880 gründlich wiederhergestellt.
Am 15. April 1943 brannte neben einem Großteil der Wohnhäuser auch die Pfarrkirche des Ortes, die Walpurgiskirche, bei einem Luftangriff der Royal Air Force vollständig ab. Die Veitskapelle verlor zwar einen Teil des Daches und ihre Fenster, konnte aber gerettet werden. Seit dem Mai 1943 ist sie Pfarrkirche der evangelischen Kirchengemeinde.
Im 20. Jahrhundert fanden mehrere Restaurierungen statt, so wurde in den 1980er Jahren die wertvolle mittelalterliche Kirchenausstattung renoviert. Bei der Sanierung 2010–12 wurde das Dach erneuert, die Außenwände mit historischem Kalkmörtel neu verputzt und die Wandmalereien konserviert, wobei auch durch die vorherigen Restaurierungen erzeugte Schäde behoben werden mussten.

## Bau
Langhaus und Chor der Kapelle sind insgesamt nur etwa 23 Meter lang und elf Meter breit. Das rechteckige saalartige Kirchenschiff ist von einer flachen Balkendecke bedeckt. Der eingewölbte Chor besitzt einen polygonalen Abschluss und große gotische Fenster mit Maßwerk. Im Westen befindet sich ein quadratischer Turm. Das Alter der Balken im Dachstuhl konnte dendrochronologisch auf 1382/83 bestimmt werden.
Über den beiden gotischen Portalen an der Nord- und Südseite der Kirche sind das Wappen der Herren von Mühlhausen, drei Mühleisen in einem Schild,  und Inschriften angebracht, die an die Stiftung erinnern.

## Wandmalereien
Zwischen 1385 und 1440 wurde das Innere der Kapelle in mehreren Phasen komplett ausgemalt. Diese Wandmalereien wurden niemals übertüncht und sind die besterhaltenen mittelalterlichen Wandmalereien nördlich der Alpen. Das Bildprogramm beinhaltet eine Darstellung der Heilsgeschichte vom Sündenfall bis zum Jüngsten Gericht. Allein im Kirchenschiff befanden sich ursprünglich rund sechzig Szenen aus der Bibel und eine bildliche Darstellung des Credos. Im Chor sind Heilige, vor allem die Jungfrau Maria und das Leben des heiligen Veits und sein Martyrium in einem Topf siedenden Öls, dargestellt.
In der ersten Phase kurz nach der Fertigstellung 1395 entstanden die Darstellungen von Christus, den Aposteln und Propheten an der zum Kirchenschiff gewandten Seite des Chorbogens. Jede Figur steht einzeln und mit Namen bezeichnet in einem Rahmen und trägt ein Spruchband in der Hand, auf dem jeweils ein Abschnitt des Glaubensbekenntnisses steht. Diese ersten Ausmalungen sind teilweise durch die im 15. Jahrhundert eingebauten Baldachine verdeckt.

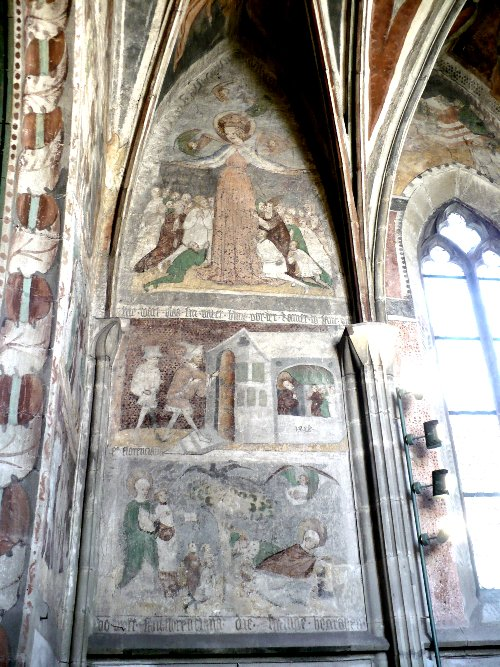
Schutzmantelmadonna im Chor; auf dem Haus in der Szene darunter steht die Jahreszahl 1428
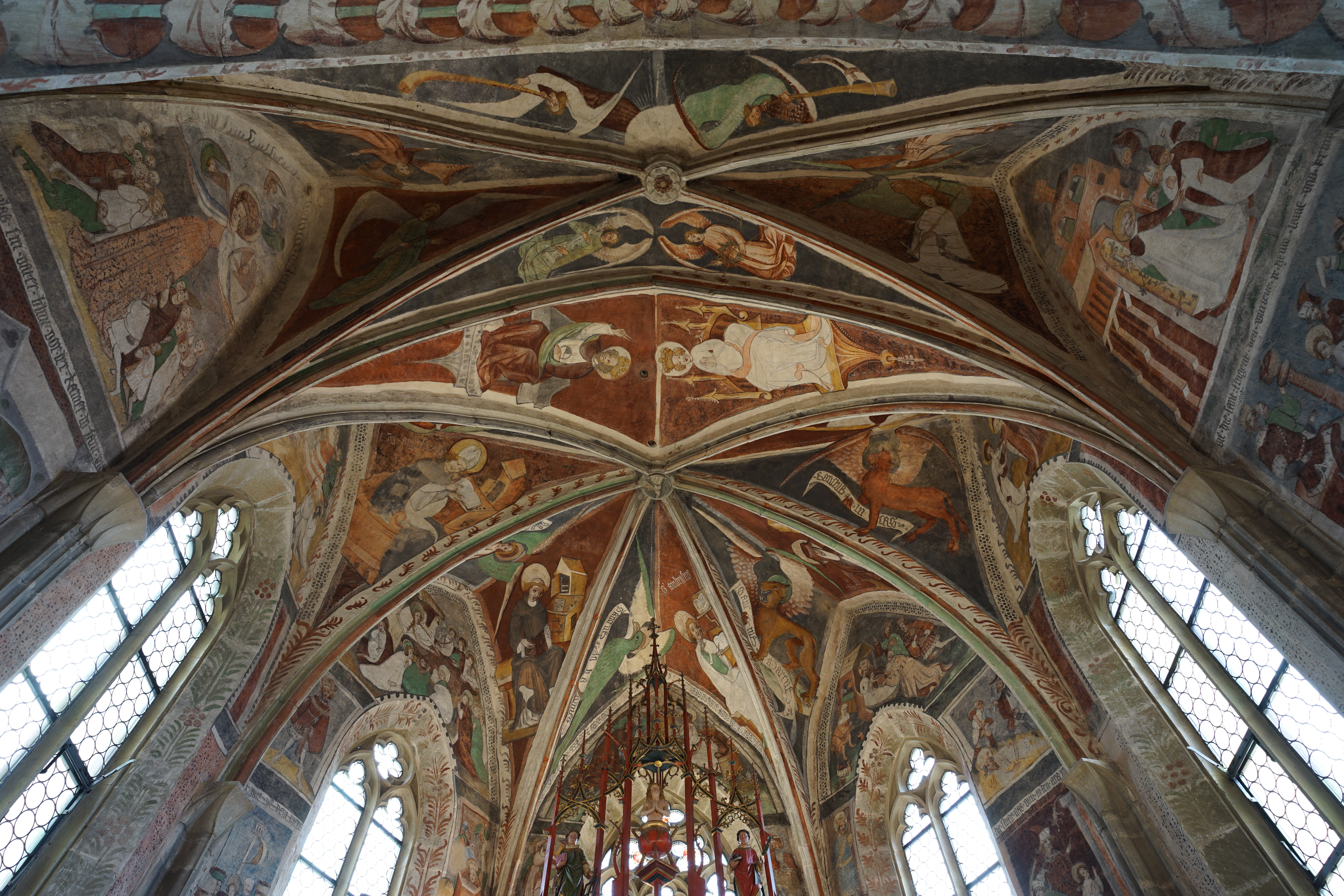
Das Chorgewölbe mit Blick nach Osten
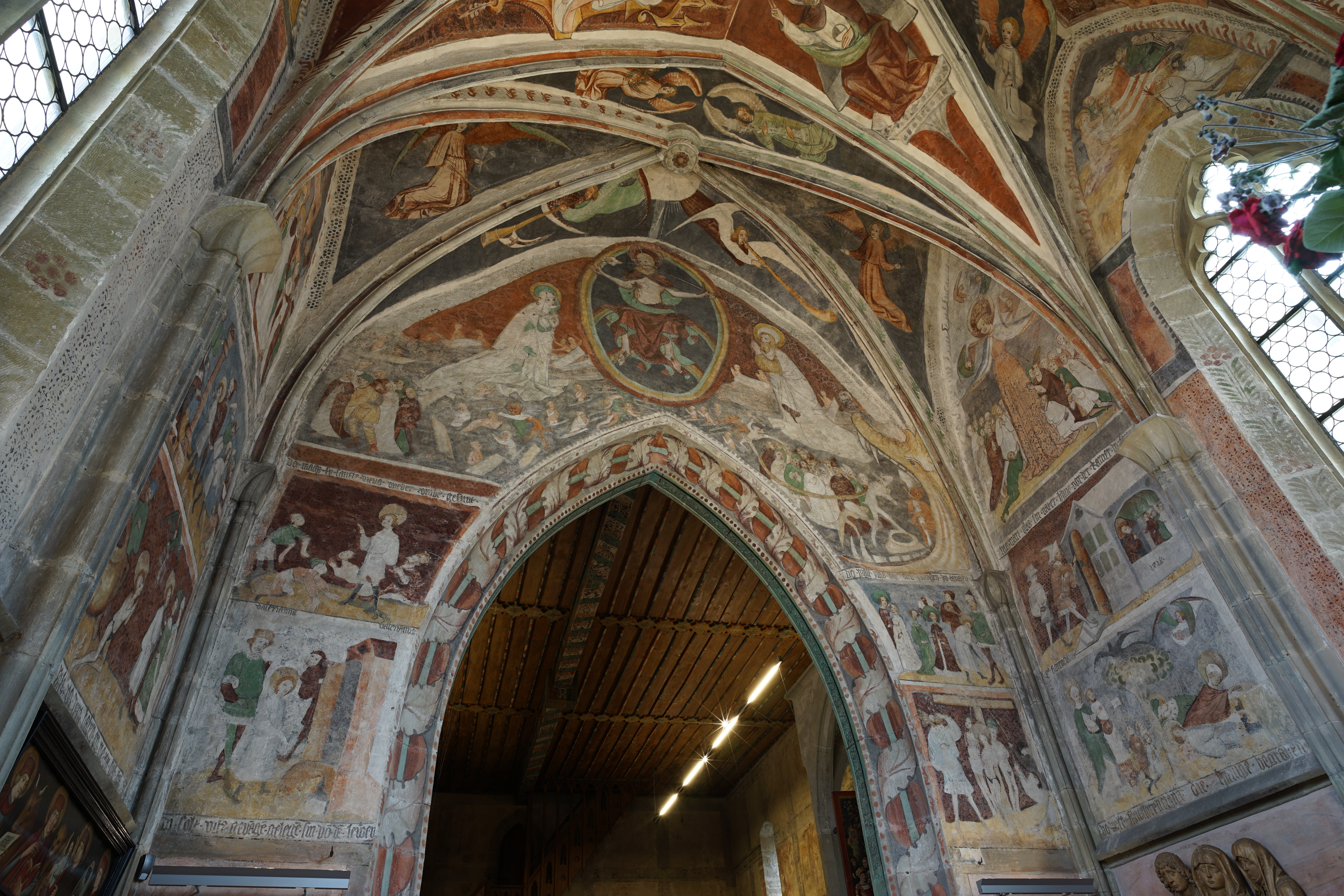
Das Chorgewölbe mit Blick zum Schiff

Die Ausmalung des Chores ist durch eine Aufschrift auf 1428 datiert. Die Westwand des Chores über dem Chorbogen ist mit einer Darstellung des Jüngsten Gerichts ausgemalt: Vor Christus in der Mandorla knien fürbittend seine Mutter Maria und Johannes der Täufer, während unter ihnen die Toten aus den Gräbern erstehen und von Petrus links ins Paradies geleitet oder von Teufeln in die Hölle auf der rechten Seite gezerrt werden. An der Nordseite des Chores schließt sich die Darstellung einer Schutzmantelmadonna an. Ihr gegenüber auf der Südseite empfängt Petrus die Geretteten im Paradies. Die Schildbogenfelder zeigen Szenen aus dem Marienleben, die Wände darunter schmücken die Kindheitsgeschichte Jesu, die Veitslegende in vierzehn, mit erläuternden deutschen Texten versehenen Bildfeldern und Darstellungen von Heiligen. Das Gewölbe ist mit Engeln im Joch vor dem Weltgericht, Evangelistensymbolen und den lateinischen Kirchenvätern Hieronymus, Augustin und Ambrosius bemalt, während Bernhard von Clairvaux den Platz von Gregor einnimmt.
In einer dritten Phase wurde um 1440 das Kirchenschiff mit etwa sechzig Szenen aus dem alten und neuen Testament in zwei Reihen übereinander ausgemalt beginnend von der Schöpfung an der oberen Reihe der Südwand bis zur Kreuzigung über dem rechten Nebenaltar am Chorbogen. Von der untersten dritten Reihe sind nur Fragmente erhalten. An ihrer Stelle wurden im 19. Jahrhundert neugotische Ornamente ergänzt. Auch die gotische Flachdecke im Kirchenschiff, die steinernen Baldachine am Chorbogen, von denen der südliche mehrere Wappen, darunter das Mühlhausener, trägt, und die 1480 eingezogene Empore besitzen noch ihre Originalbemalung aus der Entstehungszeit.

## Ausstattung

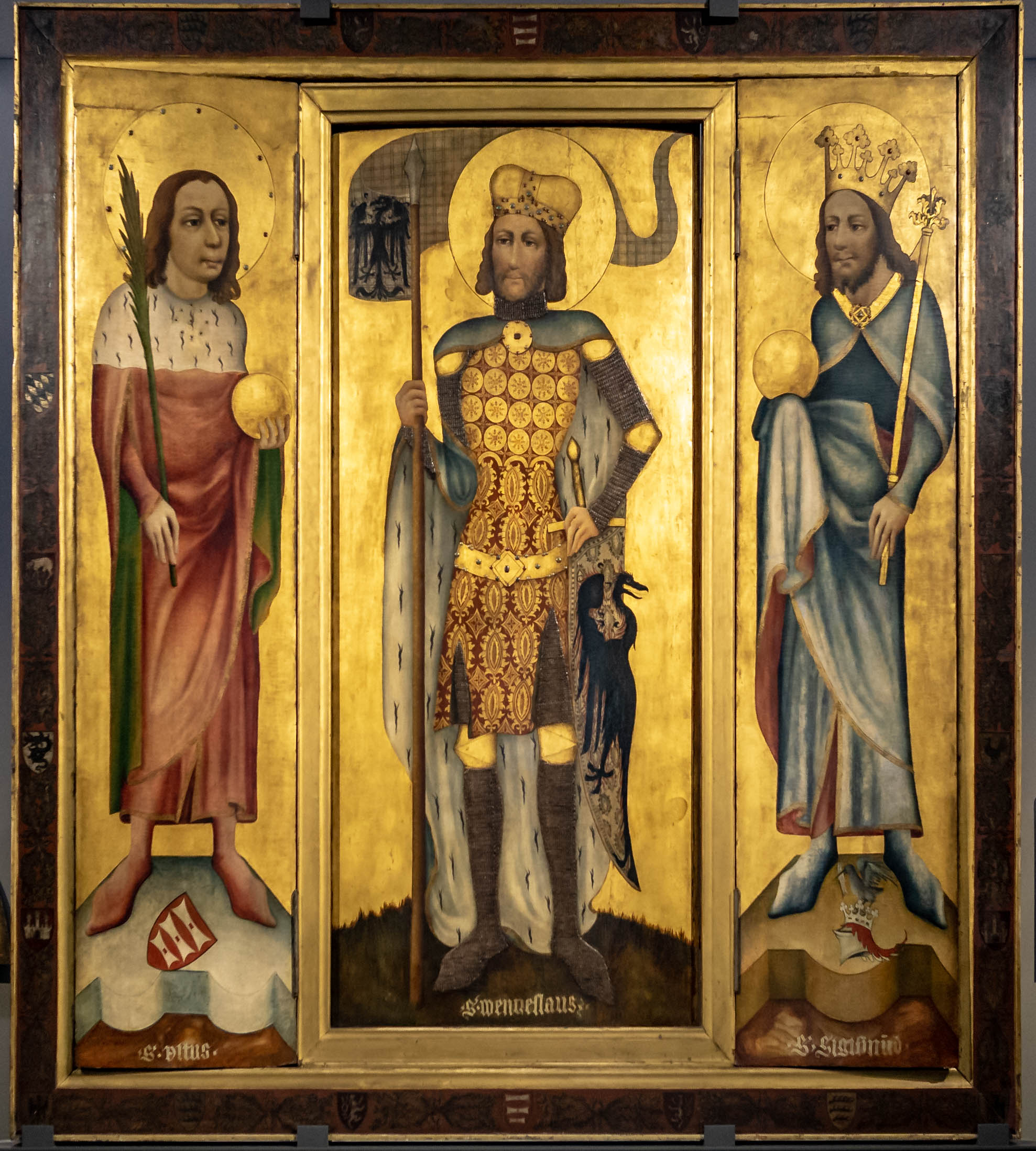
Der Prager Altar (1385)

Zu ihrer Weihe erhielt die Kapelle „am sant wenceszlaus tag“, dem 28. September 1385, einen Flügelaltar aus der Werkstatt des berühmten Malers Theoderich von Prag. Die inneren Gemälde der Festtagsseite zeigen den Patroziniumsheiligen Veit mit dem Mühlhausener Wappen und der Märtyrerpalme neben Wenzel von Böhmen, der die Veitsreliquien nach Prag brachte, mit dem böhmischen Reichsadler auf Fahne und Schild und Sigismund. Bei zugeklappten Flügeln sind in den äußeren Bildfelder Christus als Schmerzensmann über dem kniende Stifter Reinhart mit seinem Wappen und eine Kreuzigungsgruppe zu sehen und in der Mitte die Verkündigung an Maria und darüber die Darstellung der Marienkrönung. Auf den Rahmen des Altars sind verschiedene Wappen aufgemalt, darunter oben und unten in der Mitte das der Herren von Mühlhausen und das der Grafen von Württemberg. Die Rückseite des Altars zeigt die beiden Stifterbrüder Reinhard und Eberhard von Mühlhausen neben einer zweiten Kreuzigungsdarstellung. In den Händen halten sie Schriftbänder mit lateinischen Gebeten, während der Text über ihnen in deutscher Sprache Eberharts Tod 1384 und Reinharts Altarstiftung im folgenden Jahr beschreibt. Dieser sogenannte Prager Altar wurde schon 1510 durch den jetzigen Hauptaltar auf seinem Platz im Chor verdrängt. Seit 1902 befindet er sich in der Staatsgalerie Stuttgart.
1510 erhielt die Kapelle einen neuen Hochaltar, der bis jetzt im Chor steht. Dieser Flügelaltar aus einer Stuttgarter Werkstatt zeigt im Mittelschrein fünf Schnitzfiguren männlicher Heiliger auf einem Stufenpodest, von denen Veit in der Mitte steht, gerahmt von Wenzel und Sigismund auf der einen Seite und Hippolyt von Rom und Veits Lehrer Modestus von Lucanien, der sein Martyrium teilte, auf der anderen. Die Gemälde in den Flügeln zeigen Szenen aus dem Leben und dem Martyrium des Veits. Im Gesprenge ist Veit als Schnitzfigur im Öltopf dargestellt, gerahmt von den Märtyrern Stephanus und Laurentius von Rom. Das Bild in der Predella zeigt Christus mit den Aposteln.
Etwa gleichzeitig mit dem neuen Hauptaltar und wohl in derselben Werkstatt entstanden die beiden ähnlich gestalteten Nebenaltäre, die im Kirchenschiff neben dem Chorbogen unter Baldachinen aufgestellt sind. Der linke Altar ist ein Flügelaltar, dessen Mittelschrein drei männliche Heilige auf einem Stufenpodest zeigt, links Paulus mit Buch und Schwert, in der Mitte Petrus mit dem Himmelsschlüssel und rechts Johannes den Täufer mit dem Lamm Gottes. Die Gemälde der Flügel erzählen die Geschichte des Täufers. Der rechte Nebenaltar besteht nur aus einem Schrein, in dem fünf Märtyrerinnen auf einem Stufenpodest stehen: Dorothea, Katharina, Walburga, Barbara und Agathe. Da Walburga in der Mitte steht, wird vermutet, dass es sich um den Schrein des früheren Hauptaltars der Walpurgiskirche handelte, der bei dem Umbau der Kirche im 18. Jahrhundert entfernt wurde.
Zudem befinden sich in der Kapelle Epitaphien der Herren von Kaltental, die Kirchenpatrone waren, und auch einige Kunstwerke aus der zerstörten Walpurgiskirche, darunter ein Ölgemälde der Magdalena von Eyb (1600–1663), die sich als Burgherrin im und nach dem Dreißigjährigen Krieg als Wohltäterin der Gemeinde erwies.
Die Orgel wurde 1980 von Horst Kenter erbaut. Sie umfasst 14 Register auf zwei Manualen und Pedal.